# Фердинанд Мария Иноценц Баварски
Фердинанд Мария Иноценц Йозеф Михаел Баварски (на немски: Ferdinand Maria Innozenz Joseph Michael von Bayern; * 5 август 1699, Брюксел; † 9 декември 1738, Мюнхен) от династията Вителсбахи, е баварски принц и императорски фелдмаршал.

## Живот
Той е третият син на Максимилиан II Емануел (1662 – 1726), курфюрст на Курфюрство Бавария, и втората му съпруга принцеса Тереза Кунегунда Собиеска (1676 – 1730), дъщеря на полския крал Ян III Собиески, По-големият му брат Карл Албрехт (1697 – 1745) става през 1742 г. римско-немски император.
Фердинанд се жени на 5 февруари 1719 г. в Райхщат (Чехия) за Мария Анна Каролина (1693 – 1751), дъщеря на пфалцграф Филип Вилхелм Аугуст фон Нойбург. През 1738 г. той става императорски генерал-фелдмаршал.
Умира на 39-годишна възраст. Погребан е в Театинската църква в Мюнхен.

## Деца
Фердинанд Мария Иноценц и Мария Анна Каролина имат децата:
- Максимилиан Йозеф Франц (1720 – 1738)
- Клеменс Франц де Паула (1722 – 1770)

∞ 1742 пфалцграфиня Мария Анна фон Пфалц-Зулцбах (1722 – 1790)
- Тереза Емануела (1723 – 1743)

От връзката му с графиня Мария Аделхайд Фортуната Спаур (1694 – 1781), сестра на по-късния баварски дворцов епископ Йозеф Фердинанд Гуидобалд фон Спаур, Фердинанд Мария има извънбрачен син:
- Йозеф Фердинанд (1718 – 1805), граф фон Салерн

∞ 1. 1753 графиня Мария Мехтхилдис фон Тьоринг (1734 – 1764)
∞ 2. 1766 графиня Йозефа вон Ла Росее († 1772)